# أوشن عليا
أوشن عليا هي قرية في مقاطعة نائين، إيران. يقدر عدد سكانها بـ 139 نسمة بحسب إحصاء 2016.